# Capriolo (Italië)

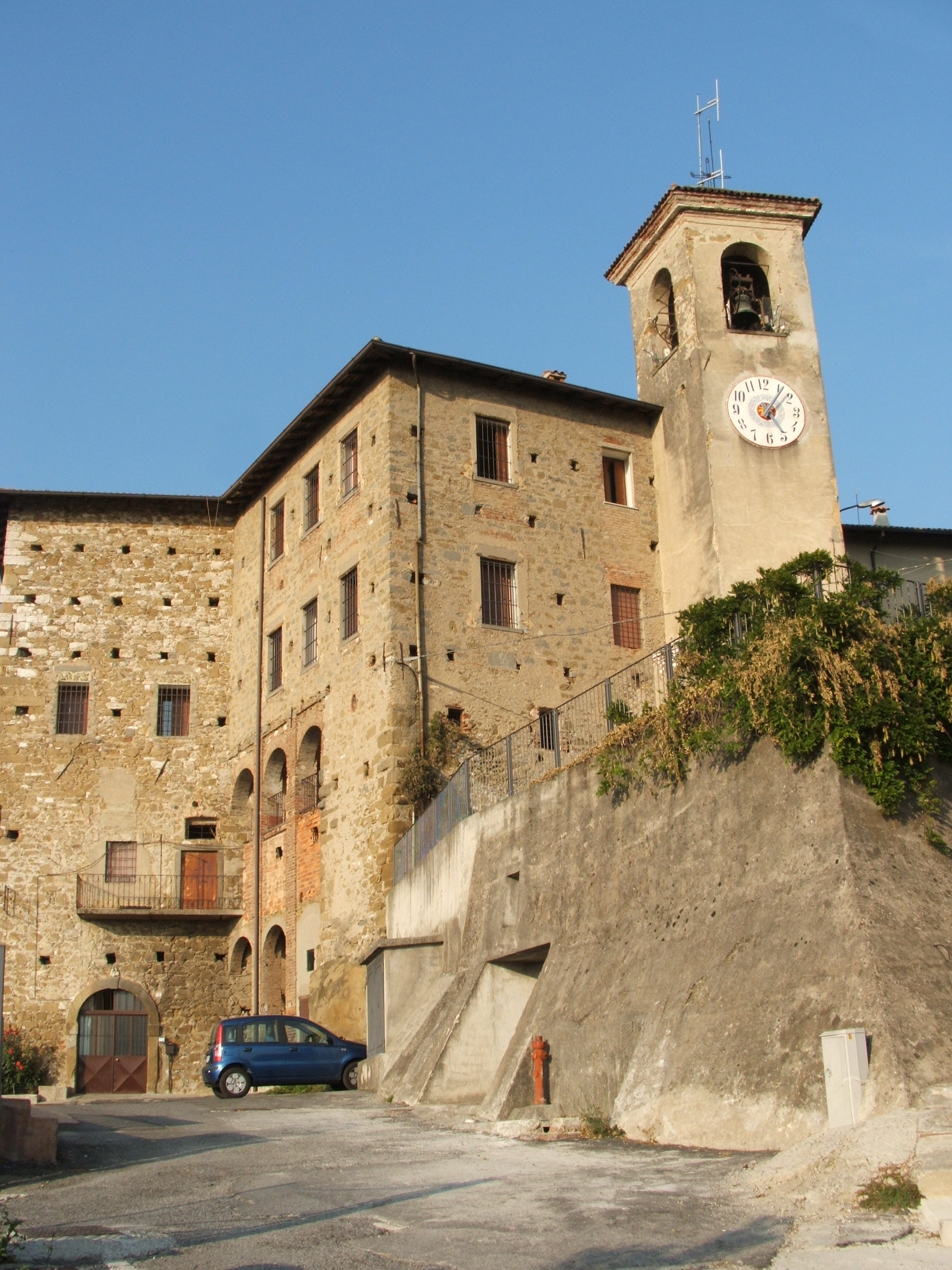
Kasteel van Capriolo

Capriolo is een gemeente in de Italiaanse provincie Brescia (regio Lombardije) en telt 8668 inwoners (31-12-2004). De oppervlakte bedraagt 10,7 km², de bevolkingsdichtheid is 834 inwoners per km².

## Demografie
Capriolo telt ongeveer 3288 huishoudens. Het aantal inwoners steeg in de periode 1991-2001 met 8,8% volgens cijfers uit de tienjaarlijkse volkstellingen van ISTAT.
| Jaar | Inwoneraantal |
| ---- | ------------- |
| 1991 | 7669          |
| 2001 | 8347          |

## Geografie
De gemeente ligt op ongeveer 205 m boven zeeniveau.
Capriolo grenst aan de volgende gemeenten: Adro, Castelli Calepio (BG), Credaro (BG), Palazzolo sull'Oglio, Paratico.